# Bernd Vollmar
Bernd Uwe Vollmar (* 1951 in Altenfurt) ist ein deutscher Kunsthistoriker und Denkmalpfleger. Er war von 1996 bis 2017 Abteilungsleiter für Praktische Denkmalpflege an Bau- und Kunstdenkmälern des Bayerischen Landesamtes für Denkmalpflege.

## Leben
Bernd Vollmar absolvierte von 1966 bis 1969 eine Lehre als Bauzeichner und war kurz in diesem Arbeitsfeld tätig. Anschließend studierte er Architektur an der Fachhochschule Nürnberg, später Kunstgeschichte, Klassische Archäologie und Neuere Geschichte an der Universität Erlangen. Er wurde 1983 bei Bernhard Rupprecht über die deutsche Palladio-Ausgabe von Georg Andreas Böckler von 1698 promoviert.
Ab 1973 war er vier Jahre lang am Amt für Denkmalpflege der Stadt Nürnberg beschäftigt, danach auch in einem Architekturbüro. 1983 begann er am Bayerischen Landesamt für Denkmalpflege, wo er bis 1996 als Gebietsreferent u. a. lange für Schwaben zuständig war. 1966 wurde er zunächst Abteilungsleiter für Nordbayern, nach einer Strukturreform des Amtes 2002 Abteilungsleiter für ganz Bayern, zuletzt auch Stellvertreter des Generalkonservators.
Ein inhaltlicher Schwerpunkt seiner Tätigkeit war die Vermittlung von Denkmalpflege sowohl bei Ortsterminen mit den Beteiligten als auch bei unzähligen Fortbildungsveranstaltungen von verschiedenen Trägern. Inhaltlich beschäftigte er sich mit der Erforschung und Erhaltung ländlicher, bürgerlicher, adliger und kirchlicher Architektur wie mit den Bauten der Stadt Nördlingen, mit der Baugeschichte der Schlösser in Friedberg und Leitheim, mit jüdischem Kulturerbe wie den Synagogen in Hainsfarth und Binswangen, mit Augsburger Bauwerken wie der Heilig-Grab-Kapelle und dem ehemaligen reichsstädtischen Kaufhaus des Elias Holl in Augsburg und dem Kurhaustheater in Augsburg-Göggingen. In den späteren Jahren bildete die Denkmalpflege an Bauten der 1970er und 1980er Jahre sowie die Problematik der energetischen Verbesserung an Denkmalen einen Schwerpunkt.
Im Jahr 2017 ging er beim Bayerischen Landesamt für Denkmalpflege (BLfD) in den Ruhestand.
Am 20. Juli 2018 wurde er zum dritten Sprecher im Denkmalnetz Bayern gewählt. Im März 2017 war Johannes Haslauer als Sprecher ausgeschieden. Er übernahm neue Aufgaben im Verein Kulturerbe Bayern.

## Wichtige Publikationen
- Stadt Nördlingen. Denkmäler in Bayern, Bd. 90, 1998.
- Die ehemalige Synagoge Hainsfarth. Nördlingen: Rieser Kulturtage, 1996.
- Die deutsche Palladio-Ausgabe des Georg Andreas Böckler, Nürnberg 1698. Ansbach: Historischer Verein für Mittelfranken, 1983.